# Trần Hữu Ngoạn
Trần Hữu Ngoạn (1934 – 2014) là một bác sĩ nổi tiếng chuyên về bệnh phong và da liễu tại Việt Nam. Ông nguyên là giám đốc Bệnh viện Phong – Da liễu Quy Hòa, Bình Định và giám đốc của Bệnh viện Phong – Da liễu Quỳnh Lập, Nghệ An. Bác sĩ Trần Hữu Ngoạn là người đầu tiên và duy nhất trên thế giới đã tự tiêm vi khuẩn bệnh phong vào người mình để chứng minh rằng bệnh phong rất khó lây và có thể chữa khỏi. Việc làm này của ông mang đầy tư tưởng nhân văn nhằm thay đổi cách nhìn ác cảm của xã hội đối với những bệnh nhân phong cùi Tuy đã cống hiến cả cuộc đời mình hơn nửa thế kỷ để cùng sống và cứu chữa các bệnh nhân phong, nhưng bác sĩ Ngoạn đã không nhận được bất cứ một danh hiệu, tặng thưởng hay bằng khen nào.

## Cuộc đời
Bác sĩ Trần Hữu Ngoạn sinh ngày 10 tháng 9 năm 1934 tại làng Nghĩa Đô, Hà Nội. Ông là con trai thứ trong một gia đình tiểu thương bình dị. Ông từng học tiểu học tại trường Yên Thái rồi tiếp trung học tại Trường Bưởi (nay là Trường Chu Văn An). Năm 1956, ông tốt nghiệp phổ thông tại trường Paul Francois Puginier (nay là Trường Việt Đức, Hà Nội) và thi đậu vào Đại học Y Dược Hà Nội, khoa Da Liễu. Trần Hữu Ngoạn đam mê âm nhạc cổ điển, ông biết chơi đàn vĩ cầm và xem Bác sĩ Albert Schweitzer là thần tượng của mình.
Năm 1962, Trần Hữu Ngoạn tốt nghiệp Trường Đại học Y Hà Nội. Ông có nguyện vọng được nghiên cứu chăm sóc bệnh nhân phong nên được nhận công tác tại Khu Điều Trị Phong Quỳnh Lập, Quỳnh Lưu, Nghệ An. Từ năm 1962 đến năm 1968, bác sĩ Ngoạn đã thực hiện "ba cùng" với cán bộ và bệnh nhân phong. Một năm ông chỉ về với gia đình một đôi lần, thậm chí có năm bác sĩ còn đưa cả vợ và con vào trại để ăn Tết cùng với bệnh nhân. Trần Hữu Ngoạn được chi bộ Khu điều trị Quỳnh Lập kết nạp vào Đảng năm 1968. Tháng 5 năm 1974, bác sĩ Ngoạn làm giám đốc tại Bệnh viện phong Quỳnh Lập và kể từ đó, ông đã thực hiện những thay đổi đầu tiên nhằm xây dựng một mô hình mới nhằm biến Bệnh viện Quỳnh Lập trở thành đơn vị tiên phong xóa bỏ tình trạng "trại hủi" biệt lập và xóa bỏ quan niệm bi quan tuyệt vọng của chính bệnh nhân phong, đồng thời xây dựng nên hình ảnh tích cực về công tác điều trị bệnh phong.
Tháng 5 năm 1984, bác sĩ Trần Hữu Ngoạn được Bộ Y tế điều chuyển làm Giám đốc Bệnh viện phong Quy Hoà, Quy Nhơn, Bình Định. Tại đây, bác sĩ Ngoạn đã xây dựng bệnh viện thành nơi thí điểm thành công mô hình mới về chăm sóc bệnh nhân phong tại Việt Nam.
Sau mười năm công tác tại Quy Hòa, đến tháng 5 năm 1994, bác sĩ Ngoạn được điều về làm chuyên viên tại Vụ Điều trị Bộ Y tế. Ông làm việc tại đó được 5 năm và nghỉ hưu tại Nghĩa Đô. Ông nghỉ hưu nhưng vẫn nghiên cứu và viết sách, viết tham luận đăng báo, xuất bản... Bác sĩ Ngoạn vẫn tiếp tục đến với bệnh nhân phong qua những chương trình từ thiện do chính ông tổ chức.
Sức khỏe bác sĩ Ngoạn bắt đầu yếu nhiều từ 2003, ông được vợ và các con chăm sóc chu đáo tại gia đình. Bác sĩ Trần Hữu Ngoạn qua đời vào ngày 22 tháng 5 năm 2014, hưởng thọ 80 tuổi. Ông được an táng tại nghĩa trang thôn Văn Ấp, Xã Bồ Đề, huyện Bình Lục, tỉnh Hà Nam.

## Cuộc sống thanh bạch
Bác sĩ Trần Hữu Ngoạn được nhiều người "phong cho rất nhiều danh hiệu" với sự kính nể lẫn khinh miệt như "Bác sĩ điên khùng", "Bác sĩ thích dây dưa với hủi", "Người của người bất hạnh", "Người của lòng nhân ái", "Người "xúc cảm với bệnh nhân phong". Ông đã từ chối làm hồ sơ để nhận danh hiệu thầy thuốc ưu tú, anh hùng lao động. Tháng 8 năm 1995, Liên hiệp Bệnh viện phong quốc tế (International Leprosy Union) của Ấn Độ đã bầu chọn bác sĩ Ngoạn để trao giải thưởng quốc tế Ghandi. Nhưng ông cũng khiêm tốn từ chối nhận vì cho rằng những đóng góp của mình không xứng đáng nhận giải thưởng cao quý này.

## Gia đình
Năm 1961, Trần Hữu Ngoạn cưới cô giáo Phạm Thị Yến, người Hà Nội. Khi đó, ông đang là sinh viên năm cuối. Bà Phạm Thị Yến theo bác sĩ là nguồn động viên và nơi nương tựa vững chắc trong suốt cuộc đời của ông.

## Tiêm vi khuẩn bệnh phong vào người
Tháng 10 năm 1984, bác sĩ Ngoạn tới thăm Bệnh viện Da Liễu Nha Trang, tại đây có một số giường cho bệnh nhân phong. Nhân viên y tế nơi này có thái độ phân biệt không tốt với các bệnh nhân phong. Bác sĩ Ngoạn đã giải thích về công việc nhưng các nhân viên y tế không tin. Cùng với sự chứng kiến của Giám đốc Viện Pasteur Nha Trang, tiến sĩ vi trùng học Nguyễn Thị Thế Trâm và nhiều bác sĩ chuyên khoa của bệnh viện, bác sĩ Trần Hữu Ngoạn đã lấy 200 milligram u phong ở dái tai cùng vết lở loét trên cơ thể bệnh nhân, bệnh phẩm được sự kiểm tra của các nhà khoa học chuyên môn có mặt là đủ khả năng gây bệnh. Sau khi được nghiền nát, bệnh phẩm được hòa với nước muối sinh lý rồi lọc lấy phần có đủ trực khuẩn để gây bệnh. Bác sĩ Ngoạn đã đưa bệnh phẩm với hàng tỷ trực khuẩn vào cơ thể bằng cách nhỏ vào mũi, uống và tiêm vào hai khuỷu tay và hai dái tai, những nơi trực khuẩn dễ phát triển. Ông thực hiện điều đó vì tin vào kiến thức Y học và nhằm chứng minh việc bệnh phong không lây nhiễm để xóa mặc cảm cho người bệnh. Bác sĩ Ngoạn là người lần đầu tiên đã dũng cảm đưa vi khuẩn bệnh phong vào cơ thể mình.

## Trong nghệ thuật
Nhà biên kịch Lưu Quang Vũ đã cảm xúc trước cuộc đời của bác sĩ Trần Hữu Ngoạn và viết nên vở kịch "Loài hoa bất tử". Lưu Quang Vũ đã lấy nguyên mẫu nhân vật chính trong tác phẩm là bác sĩ Ngoạn. Nhà biên kịch đã ca ngợi tinh thần dũng cảm, kiên cường của bác sĩ, người đã tuyên chiến với vi khuẩn Hansen và cách mà người bác sĩ đã cùng sống với các bệnh nhân phong của ông. Lưu Quang Vũ xem bác sĩ Ngạn như một bông hoa tỏa hương thơm ngát, và ngoài biển khơi là những con sóng quặn đau.

## Công trình nghiên cứu
- Bệnh phong – Lý thuyết và Thực hành, Nhà xuất bản Y học ấn hành năm 2001.[3]
- Báo cáo sơ bộ về điều trị ổ gà trên người mắc bệnh phong tại khu điều trị Quỳnh Lập, Tạp chí: Da liễu học Việt Nam.
- Công tác phẫu thuật trên bệnh nhân phong, Tạp chí: Da liễu học Việt Nam.
- Hình ảnh siêu cấu trúc mycobacterium leprae, Tạp chí: Hình thái học. (Đồng tác giả)
- Một số nhận xét về bệnh nhân vào chữa nội trú tại khu điều trị phong Qui Hoà trong 4 năm từ 1-1986 đến 12-1989, Tạp chí: Nội san Da liễu. (Đồng tác giả)
- Nhận xét sơ bộ một vài thống kê về dịch tễ bệnh phong, Tạp chí: Y học thực hành. (Đồng tác giả)
- Những hình ảnh siêu cấu trúc MYCOBACTERIUM LEPRAE, Tạp chí: Vệ sinh phòng dịch. (Đồng tác giả)
- Nuôi Mycobacterium leprae in Vitro, Tạp chí: Công trình NCKH y dược (Hội đồng khoa học Bộ Y tế). (Đồng tác giả)
- Thông báo sơ bộ về tác dụng 2-mercaptobenzimidazol đối với bệnh phong, Tạp chí: Da liễu học Việt Nam. (Đồng tác giả)
- Thương tổn mắt trong bệnh phong, Tạp chí: Nội san Da liễu.
- U sùi (papillome) và epitheliome spinocellulaire trên vết thương bàn chân (mal perforant) của bệnh nhân hủi (lepre), Tạp chí: Nội san Da liễu. (Đồng tác giả).[9]